# Vincent Gallo
Ne doit pas être confondu avec Vincent Gallaix.
Pour les articles homonymes, voir Gallo (homonymie).
Vincent Gallo est un acteur, réalisateur et musicien américain né le 11 avril 1961 à Buffalo dans l'État de New York.

## Biographie

### Carrière
En France, il a tourné dans des films de Claire Denis (Trouble Every Day, mais aussi des seconds rôles dans Nénette et Boni et US Go Home). Il a aussi joué un second rôle dans Arizona Dream d'Emir Kusturica, et le rôle-titre dans Tetro de Francis Ford Coppola.
Son premier film en tant que réalisateur, Buffalo '66, reçoit une majorité de bonnes critiques, autant en France qu'aux États-Unis.
Son deuxième film, The Brown Bunny, est hué au festival de Cannes 2003 dès les premières minutes d'introduction, et fait par ailleurs scandale en raison d'une scène de fellation non simulée.
En 2013, il revient à l'écran dans La Légende de Kaspar Hauser.
Il a figuré en tant que mannequin pour des campagnes de publicité, notamment pour H&M, G-Star Raw ou Calvin Klein. 

### Vie privée

#### Vie sentimentale
En 1984, Vincent Gallo a été marié à une femme pendant seulement 10 semaines, avant que leur relation ne prenne fin.

#### Politique
En 2022, il se qualifie lui-même comme un « homme macho » dans l’en-tête de sa page Instagram officielle, sur laquelle il a pu également porter son soutien à Donald Trump ainsi qu’à la politicienne conservatrice italienne Giorgia Meloni.

## Polémiques
Il tient des propos sexistes et racistes à l’occasion de prises de parole liées à la vie politique américaine : Accorder le droit de vote aux femmes était une erreur, et cela est aujourd’hui plus évident que jamais. Il avait également soutenu des propos extrêmement violents sur Alexandria Ocasio-Cortez : Je parie qu’elle ne sent pas bon, avait-il déclaré.

## Filmographie

### Réalisateur

#### Longs métrages
- 1998 : Buffalo '66
- 2004 : The Brown Bunny
- 2010 : Promises Written in Water (présenté lors de la Mostra de Venise 2010)

#### Clips et courts métrages
- 1980 : If You Feel Froggy, Jump (court métrage)
- 1986 : The Gun Lover (court métrage)
- 2001 : Anemone (L'Arc-en-Ciel) (clip)
- 2001 : Going Inside (John Frusciante) (clip)
- 2001 : Honey Bunny (clip)

### Acteur
- 1984 : Gaslight LeStat de Michael Holman : le vampire
- 1985 : The Way It Is d'Eric Mitchell : Victor / Heurtebise
- 1986 : If You Feel Froggy, Jump (de lui-même) : Bohack (court métrage)
- 1987 : Doc's Kingdom de Robert Kramer : Jimmy
- 1990 : Les Affranchis de Martin Scorsese : un des acolytes de Henry
- 1991 : Idade Major de Teresa Villaverde : Mario
- 1991 : Keep It For Yourself de Claire Denis : Vito Brown
- 1993 : Arizona Dream d'Emir Kusturica : Paul Leger
- 1993 : The Hanging de Victoria Leacock : The Guy
- 1993 : La Maison aux esprits de Bille August : Esteban García
- 1994 : US Go Home de Claire Denis : Captain Brown (moyen métrage)
- 1995 : The Perez Family de Mira Nair : Orlando
- 1995 : Angela de Rebecca Miller : le prêtre
- 1995 : Les Amateurs (Palookaville) d'Alan Taylor : Russell Pataki
- 1996 : Basquiat de Julian Schnabel : lui-même
- 1996 : Nénette et Boni  de Claire Denis : Vincenzo Brown
- 1996 : Nos funérailles (The Funeral) d'Abel Ferrara : Johnny
- 1997 : La Dernière Cavale (Truth or Consequences, N.M.) de Kiefer Sutherland : Raymond Lembecke
- 1998 : Buffalo '66 (de lui-même) : Billy Brown
- 1998 : Johnny 316 d'Erick Ifergan : Johnny
- 1998 : I Love L.A. (L.A. Without a Map) de Mika Kaurismäki : Moss
- 1998 : Goodbye Lover de Roland Joffé : Mike (non crédité)
- 1999 : Freeway II : Confessions of a Trickbaby de Matthew Bright : Sister Gomez
- 1999 : Live Love Drive (de lui-même) : Johnny Daisy (court-métrage)
- 2000 : Jeu mortel (Cord) de Sidney J. Furie : Frank
- 2001 : Trouble Every Day de Claire Denis : Shane
- 2001 : Honey Bunny (de lui-même) : l'homme émotionnel
- 2001 : Stranded (Náufragos) de María Lidón : Luca Baglioni
- 2001 : Get Well Soon de Justin McCarthy : Bobby Bishop / Kevin Moss
- 2003 : The Brown Bunny (de lui-même) : Bud Clay
- 2003 : Gli indesiderabili de Pasquale Scimeca : Tony Bendando
- 2003 : Curse of Manuel Chiche (de lui-même) : Black Magic (court-métrage)
- 2004 : Vincent Gallo vs. Sonic Youth de Chris Habib : lui-même (court-métrage)
- 2006 : Moscow Zero de María Lidón : Owen
- 2007 : Dirt, saison 1 épisode 9 : Sammy Winter Oliviero
- 2007 : Oliviero Rising de Riki Roseo : Oliviero
- 2009 : Tetro de Francis Ford Coppola : Angel Tetro
- 2009 : 1989 de Camilo Matiz : Ernest (court-métrage)
- 2009 : Metropia de Tarik Saleh : Roger Olofsson (voix)
- 2009 : Night of Pan de Brian Butler : La Légende (court-métrage)
- 2010 : Essential Killing de Jerzy Skolimowski : Mohammed
- 2010 : Promises Written in Water (de lui-même) : Kevin
- 2010 : The Agent (de lui-même) : le talent (court-métrage)
- 2012 : Run or Die (Loosies) de Michael Corrente : Jax
- 2012 : Two Days in New York de Julie Delpy : lui-même
- 2013 : La Légende de Kaspar Hauser (La leggenda di Kaspar Hauser) de Davide Manuli : Le Shérif et le Pusher
- 2013 : Human Trust (Jinrui Shikin) de Junji Sakamoto : Harold Marcus
- 2022 : Shut In de D. J. Caruso : Sammy

## Discographie
- 1998 : Buffalo'66 Soundtrack
- 2001 : When[8]
- 2002 : Recordings Of Music For Films (compilation de bandes-originales de ses films)
- 2004 : The Brown Bunny Soundtrack

## Distinctions
En 2010, il reçoit la Coupe Volpi de la meilleure interprétation masculine à la Mostra de Venise 2010 pour son rôle de fugitif afghan qui se retrouve en Europe centrale (quasiment omniprésent pendant 83 minutes à l'écran, il ne prononce aucun mot), dans le film Essential Killing du Polonais Jerzy Skolimowski.